# Bal-Can-Can
Bal-Can-Can – film fabularny powstały w koprodukcji macedońsko-włoskiej z roku 2004.

## Fabuła
Akcja filmu zaczyna się w latach 50. XX w., w jugosłowiańskiej Macedonii. Dwaj przyjaciele („bracia krwi”) Vitomir i Serafim, prowadzą intratny przemyt odzieży z Włoch do Jugosławii. Jedna z ich „akcji” kończy się wpadką. Serafima zatrzymuje policja, a Vitomir, który go wydał ucieka i zaczyna się ukrywać. Po wielu latach Vitomir staje na czele lokalnej mafii, przyjmując pseudonim Don Vito. Przed śmiercią prosi własnego syna, aby odnalazł syna Serafima. W 2001 syn Serafima, Trendafil, obawiając się wcielenia do armii ucieka wraz z żoną i teściową do Bułgarii. W czasie ucieczki umiera teściowa i rodzina musi zmierzyć się z absurdami bałkańskiej biurokracji. Ciało teściowej, zawinięte w dywan nieoczekiwanie zostaje skradzione z dachu samochodu, w pobliżu stacji benzynowej.

## Obsada
- Vlado Jovanovski – Trendafil Karanfilov
- Adolfo Margiotta – Santino Genovese
- Zvezda Angelovska – Ruza Karanfilova
- Branko Đurić – Sefket Ramadani
- Antonella Troise – Lara
- Seka Sabljič – Zumbula
- Toni Mihajlovski – Dzango Sapun
- Emil Ruben – Dr. Safarafov
- Miodrag Krivokapič – Veselin Kabadajic
- Petar Arsovski – grabarz
- Goran Ilič – policjant
- Petar Bozovič – Savo
- Dejan Acimovič – Mate Prkacin
- Nikola Kojo – Osman Rizvanbegovic
- Vasko Todorov – Vitomir
- Branko Ognjenovski – Serafim
- Petar Mirčevski – Homer
- Irena Ristič – sekretarka Veselina
- Luran Ahmeti – Kreshnik
- Aco Dukovski – sprzedawca dywanów
- Dimitar Stankovski – urzędnik
- Kiril Pop Hristov – Coro
- Pance Mizimakov – Punisa
- Aleksandar Rusjakov – Whitey
- Werica Nedeska – zgwałcona dziewczyna
- Daniela Stojanovska – żona Prkacina
- Dejan Boskovič – Jozo Prkacin
- Vladimir Endrovski – Stipe Prkacin
- Kosta Georgievski – Anto Prkacin
- Gordana Damjanovska – żona Rizvanbegovica
- Risto Gusič – Faik Rizvanbegovic
- Risto Gogovski – Sahib Rizvanbegovic
- Igor Atanasov Zeko – Meho Rizvanbegovic
- Naci Shaban – Carlito
- Ismet Ramadani – Ismet
- Xhevdet Jashari – Shaban
- Faton Musliu – Fadil
- Veronika Zakovska – Nadja

## Nagrody
- Międzynarodowy Festiwal Filmowy w Moskwie
  - Nagroda rosyjskich krytyków
- Festiwal Filmowy w Motovun
  - Nagroda dla reżysera